# Ichthyophis sumatranus
Ichthyophis sumatranus é uma espécie de anfíbio gimnofiono da família Ichthyophiidae. É endémica da ilha de Sumatra, Indonésia. Ocorre presumivelmente em floresta tropical húmida.